# قائمة الخلفاء
الخلافة الإسلامية هي نظام الحكم في الشريعة الإسلامية الذي يقوم على استخلاف قائد مسلم على الدولة الإسلامية ليحكمها بالشريعة الإسلامية. وسميت بالخلافة لأن الخليفة هو من يخلف مقام النَّبي مُحمَّد في الإسلام لتولي قيادة عُموم المسلمين والدَّولة الإسلاميَّة، بهدف تطبيق أحكام الإسلام وتنفيذها، وحمل رسالته إلى العالم بالدعوة والجهاد.
الخلفاء هم الزعماء والقادة السياسيون والدينيون للأمة الإسلامية منذ وفاة النبي محمد إلى أن ألغيت الخلافة في 1924 بعد خسارة الدولة العثمانية في الحرب العالمية الأولى. وهم الحكام والفعلين الإمبراطورية الإسلامية / دولة الخلافة.
تنقسم دول الخلافة إلى قسمين قسم الدول الرئيسة وهي:
- دولة الخِلافة الرَّاشدة (632 – 661م)
- الخلافة الأمويَّة (661 – 750م)
- الخلافة العبَّاسيَّة (750 – 1517م)
- الخلافة العُثمانيَّة (1517 – 1924م)

والقسم الثاني دول الخلافة المنافسة وهي:
- خلافة قرطبة (929 – 1031م)
- الخلافة الفاطميَّة (909 – 1171م)
- الخلافة الموحديَّة (1149 – 1269م)

## الخلفاء الراشدون (632 - 661م)

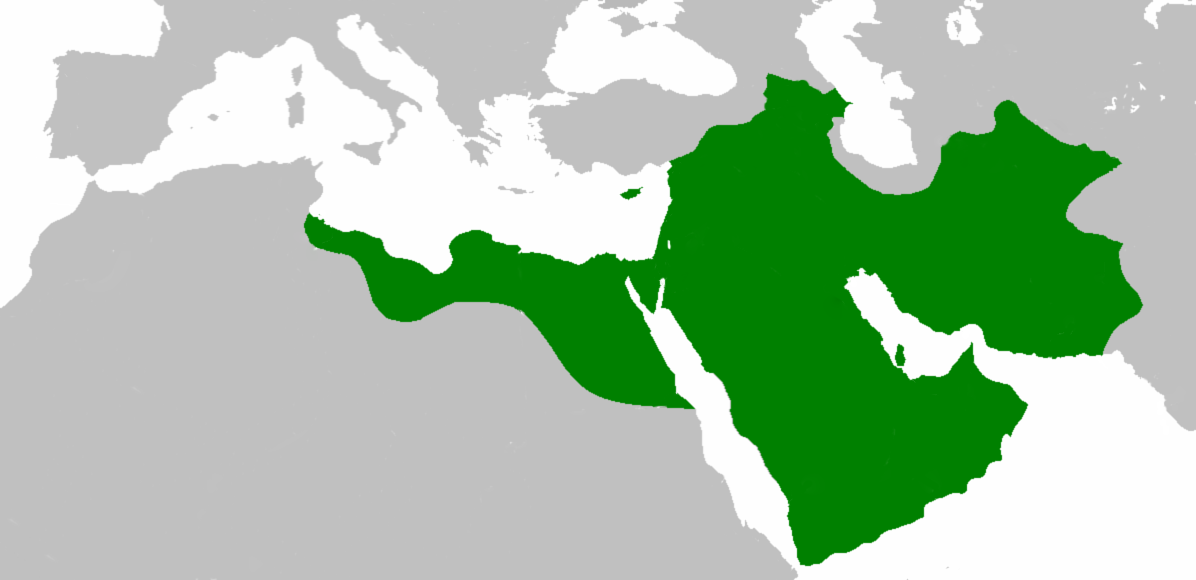
أقصى الحدود التي بلغتها الخلافة الراشدة في عهد عثمان بن عفَّان سنة 654م.

الخِلافةُ الرَّاشِدَة، أو الخِلافةُ الراشِدِيَّة، أو دولةُ الخُلَفاءُ الرَّاشِدين، هي أولى دُول الخِلافة الإسلاميَّة التي قامت عقِب وفاة الرسول مُحمَّد يوم الاثنين 12 ربيع الأوَّل سنة 11هـ، المُوافق فيه 7 يونيو سنة 632م، وهي دولةُ الخِلافة الوحيدة التي لم يكن الحكم فيها وراثيًّا بل قائمٌ على الشورى، عكس دول الخِلافة التالية التي كان الحُكمُ فيها قائمٌ على التوارث.
يطلق لقب الخلفاء الراشدون على أبا بكر وعمر وعثمان وعلي والبعض يضيف إليهم الحسن بن علي وعمر بن عبد العزيز. أول من تولى خلافة المسلمين هو أبو بكر الصديق ولقب بالخليفة لأنه خلف النبي محمد في الحكم، ثم خلفه عمر بن الخطاب وكان لقبة خليفة خليفة رسول الله إلا أن الناس عدلوا عن ذلك اللقب، وتغير إلى أمير المؤمنين وقد ظل هذا اللقب مستخدماً حتى تولى العثمانيون الخلافة واحتفظوا بلقبهم السلطان.
| # | الخليفة         | فترة الخلافة                   |
| - | --------------- | ------------------------------ |
| 1 | أبُو بَكر الصِّدِّيق  | من 632م (11هـ) إلى 634م (13هـ) |
| 2 | عُمر بن الخطَّاب   | من 634م (13هـ) إلى 644م (23هـ) |
| 3 | عُثمان بن عفَّان   | من 644م (23هـ) إلى 656م (35هـ) |
| 4 | عليُّ بن أبي طالِب | من 656م (35هـ) إلى 660م (40هـ) |
| 5 | الحسن بن علي    | من 660م (40هـ) إلى 661م (41هـ) |

## الخلافة الأموية

علم الدولة الأموية (البياض)

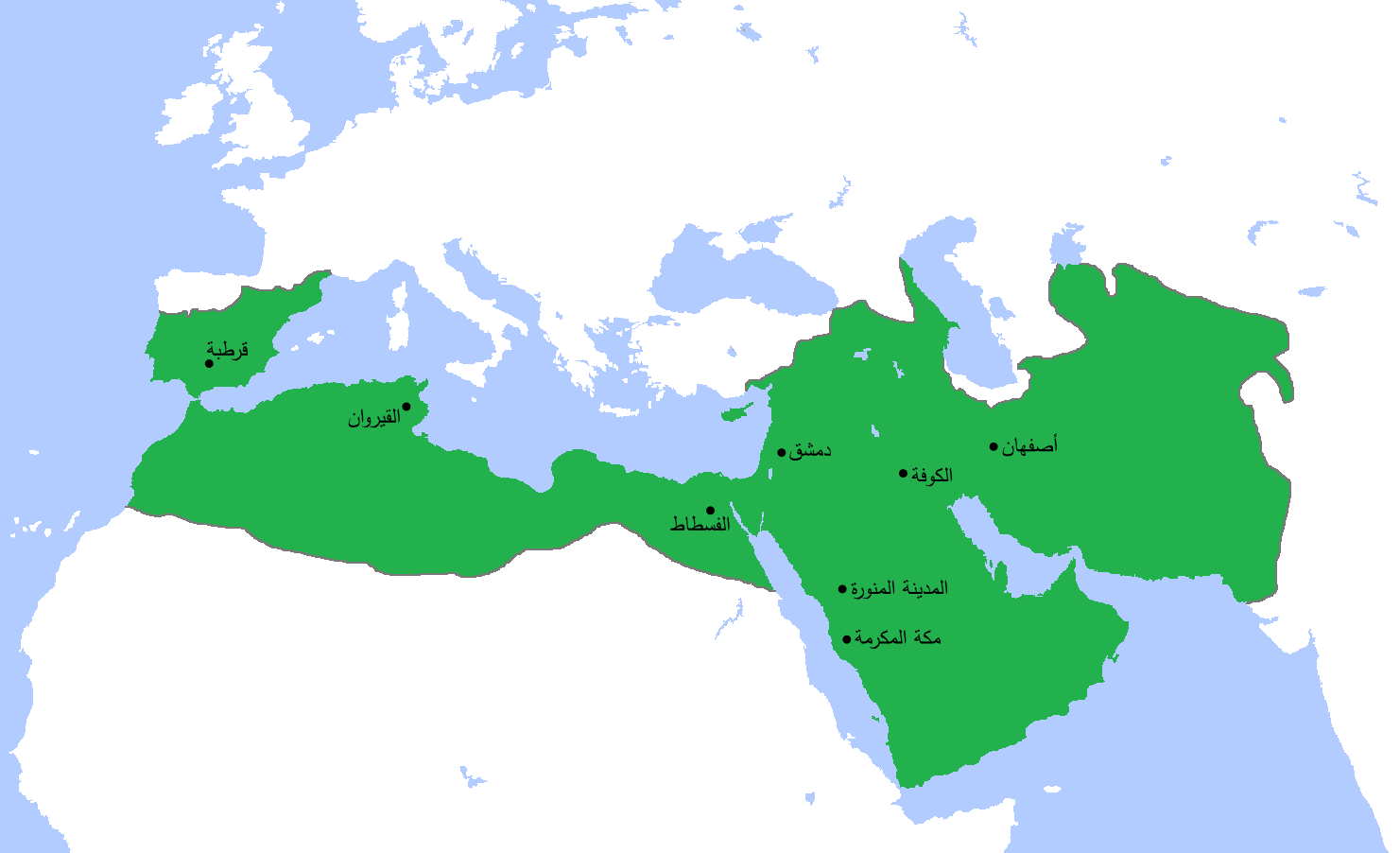
خارطة للدولة الأموية تظهر أقصى ما وصلت إليه الفتوحات في عصرها.

الدولة الأموية أو الخِلافَةُ الأُمَوِيَّةُ أو دولة بني أمية (41 - 132 هـ / 662 - 750 م) هي ثاني خلافة في تاريخ الإسلام، وأكبر دولة في تاريخ الإسلام. كان بنو أمية أولى الأسر الحجازية المسلمة الحاكمة، إذ حكموا من سنة 41 هـ (662 م) إلى 132 هـ (750 م)، وكانت عاصمة الدولة في مدينة دمشق. بلغت الدولة الأموية ذروة اتساعها في عهد الخليفة العاشر هشام بن عبد الملك، إذ امتدت حدودها من أطراف الصين شرقاً حتى جنوب فرنسا غرباً، وتمكنت من فتح إفريقية والمغرب والأندلس وجنوب الغال والسند وما وراء النهر.
| #  | الخليفة             | فترة الخلافة                     |
| -- | ------------------- | -------------------------------- |
| 6  | مُعاوية بن أبي سُفيان | من 661م (41هـ) إلى 680م (60هـ)   |
| 7  | يزيد بن مُعاوية      | من 680م (60هـ) إلى 683م (64هـ)   |
| 8  | مُعاوية بن يزيد      | من 683م (64هـ) إلى 684م (64هـ)   |
| 9  | مروان بن الحكم      | من 684م (64هـ) إلى 685م (65هـ)   |
| 10 | عبد الملك بن مروان  | من 685م (65هـ) إلى 705م (86هـ)   |
| 11 | الوليد بن عبد الملك | من 705م (86هـ) إلى 715م (96هـ)   |
| 12 | سُليمان بن عبد الملك | من 715م (96هـ) إلى 717م (99هـ)   |
| 13 | عُمر بن عبد العزيز   | من 717م (99هـ) إلى 720م (101هـ)  |
| 14 | يزيد بن عبد الملك   | من 720م (101هـ) إلى 724م (105هـ) |
| 15 | هشام بن عبد الملك   | من 724م (105هـ) إلى 743م (125هـ) |
| 16 | الوليد بن يزيد      | من 743م (125هـ) إلى 744م (126هـ) |
| 17 | يزيد بن الوليد      | من 744م (126هـ) إلى 744م (127هـ) |
| 18 | إبراهيم بن الوليد   | من 744م (127هـ) إلى 744م (127هـ) |
| 19 | مروان بن مُحمد       | من 744م (127هـ) إلى 750م (132هـ) |

## الخلفاء العباسيون

علم الدولة العباسية (السواد)

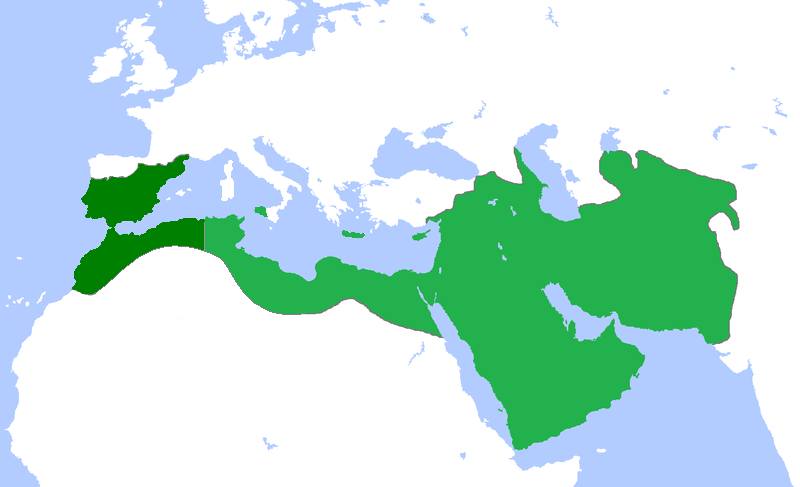
الدولة العباسية في أقصى اتساعها عام 850:
أراضيي بقيت تحت حكم الأمويين وفي الأندلس في بداية عهدها
أراضي استمرت تابعة للدولة العباسية حتى انهيار خلافة بغداد 1258 ميلادي.

الدَّولة العَبَّاسِيَّة أو الخِلافَة العَبَّاسِيَّة أو العَبَّاسِيُّون أو دَولة بَنِي العَبَّاس، (132 - 923 هـ / 750 - 1517) هو الاسم الذي يُطلق على ثالث خِلافَة إسلاميَّة في التاريخ، وأطول سُلالة خُلفاء في التَّاريخ، وثاني السلالات الحجازية المُسلمة الحاكمة، حيث استطاع العبَّاسِيُّون أن يزيحوا بَنو أُمَيَّة من قيادة العالم الإسلامي، ويستفردوا بالخلافة، بعد أن قضوا عليهم، وطاردوا أبنائها حتى قضوا على أغلبهم، ولم ينج منهم إلا من لجأ إلى الأندلس، وكان من ضمنهم عبد الرحمن بن معاوية الأُمَويّ.
تأسست الخِلافَة العَبَّاسِيَّة على يد سُلالة من الذين ينتسبون إلى عمّ النبيُّ مُحَمَّد، وهو العَبَّاس بن عبد المُطَّلِب، وقد حكمت في البداية من السَّند وبِلاد ما وراء النَّهر شرقاً، حتى المَغْرب غرباً، وقد مرَّت الخِلافَة العَبَّاسِيَّة بمراحل مُختلفة من الأحداث، وضَعَفت مع مرور القُرون، حتى سقطت الخِلافَة في بَغْدَاد عام 656 هـ / 1258 م، وبعد عدة سنوات بُويع أحد أفرادها خليفةً في مِصْر، تحت رعاية الدَّولة المَمْلُوكِيَّة، إلا أنها كانت صُوريَّة، وكان الهَدَف هو الحِفاظ على الخِلافَة كمنصب ديني وسياسي مُحترم للخُلفاء عن النبيُّ مُحَمَّد، وبأسلوب حافظ عليه المُسلمون منذ أبُو بكر، وفي النهاية، وبعد سقوط المَماليك عام 923 هـ / 1517 م، انتهى منصب الخَليفة العَبَّاسِي على يد الدَّولة العُثمانيَّة.
عواصم الدولة العباسية:
- الكوفة (750 - 766).
- بغداد (766 - 836 / 892 - 1258).
- سامراء (836 - 892).
- القاهرة (1261 - 1517).

### الخلفاء العباسيون في بغداد (750-1258)
| #  | الخليفة                    | فترة الخلافة                     |
| -- | -------------------------- | -------------------------------- |
| 20 | أبو العبَّاس السفاح          | 25 يناير 750 - 8 يونيو 754 م     |
| 21 | أبو جعفر المنصور           | 10 يونيو 754 - 6 أكتوبر 775 م    |
| 22 | مُحمد المِهدي                | 6 أكتوبر 775 - 24 يوليو 785 م    |
| 23 | موسى الهادي                | 24 يوليو 785 - 14 سبتمبر 786 م   |
| 24 | هارون الرَّشيد               | 14 سبتمبر 787 - 24 مارس 809 م    |
| 25 | مُحمد الأمين                | 24 مارس 809 - 27 سبتمبر 813 م    |
| 26 | عبد الله المأمُون           | 27 سبتمبر 813 - 9 أُغُسطُس 833 م    |
| 27 | مُحمد المُعتصم بالله         | 9 أُغُسطُس 833 - 5 يناير 842 م      |
| 28 | هارون الواثق بالله         | 5 يناير 842 - 10 أُغُسطُس 847 م     |
| 29 | جعفر المتوكل على الله      | 10 ديسمبر 847 - 11 ديسمبر 861 م  |
| 30 | محمد المنتصر بالله         | 11 ديسمبر 861 - 7 يونيو 862 م    |
| 31 | أحمد المستعين بالله        | 8 يُونيو 862 - 17 أكتوبر 866 م    |
| 32 | محمد المعتز بالله          | 17 أكتوبر 866 - 11 يُوليو 869 م   |
| 33 | محمد المهتدي بالله         | 11 يُوليو 869 - 21 يُونيو 870 م    |
| 34 | أحمد المعتمد على الله      | 16 يُونيو 870 - 14 أُكتُوبر 892 م   |
| 35 | أحمد المعتضد بالله         | 15 أكتوبر 892 - 5 أبريل 902 م    |
| 36 | علي المكتفي بالله          | 5 أبريل 902 - 13 أُغُسطُس 908 م     |
| 37 | جعفر المقتدر بالله         | 14 أُغسطس 908 - 1 نوفمبر 932 م    |
| 38 | محمد القاهر بالله          | 1 نوفمبر 932 - 24 أبريل 934 م    |
| 39 | محمد الراضي بالله          | 29 أبريل 934 - 12 ديسمبر 940 م   |
| 40 | إبراهيم المتقي لله         | 17 ديسمبر 940 - 26 أُغسطُس 944 م   |
| 41 | عبد الله المستكفي بالله    | 17 ديسمبر 944 - 2 فبراير 946 م   |
| 42 | فضل المطيع لله             | 2 فبراير 946 - 12 أكتوبر 974 م   |
| 43 | عبد الكريم الطائع لله      | 5 أُغُسطُس 974 - 22 نوفمبر 991 م    |
| 44 | أحمد القادر بالله          | 22 نوفمبر 991 - 29 نوفمبر 1031 م |
| 45 | عبد الله القائم بأمر الله  | 29 نوفمبر 1031 - 2 أبريل 1075 م  |
| 46 | عبد الله المقتدي بأمر الله | 2 أبريل 1075 - 3 فبراير 1094 م   |
| 47 | أحمد المستظهر بالله        | 3 فبراير 1094 - 6 أُغُسطُس 1118 م   |
| 48 | الفضل المسترشد بالله       | 6 أُغُسطُس 1118 - 29 أُغُسطُس 1135 م   |
| 49 | منصور الراشد بالله         | 29 أُغُسطُس 1135 - 17 سبتمبر 1136 م |
| 50 | محمد المقتفي لأمر الله     | 17 سبتمبر 1136 - 12 مارس 1160 م  |
| 51 | يوسف المستنجد بالله        | 12 مارس 1160 - 18 ديسمبر 1170 م  |
| 52 | حسن المستضيء بأمر الله     | 18 ديسمبر 1170 - 27 مارس 1180 م  |
| 53 | أحمد الناصر لدين الله      | 28 مارس 1180 - 5 أُكتُوبر 1225 م   |
| 54 | محمد الظاهر بأمر الله      | 8 أُكتُوبر 1225 - 10 يُوليو 1226 م  |
| 55 | منصور المستنصر بالله       | 10 يُوليو 1226 - 5 ديسمبر 1242 م  |
| 56 | عبد الله المستعصم بالله    | 5 ديسمبر 1242 - 20 فبراير 1258 م |

### الخلفاء العباسيون في القاهرة (1261-1517)

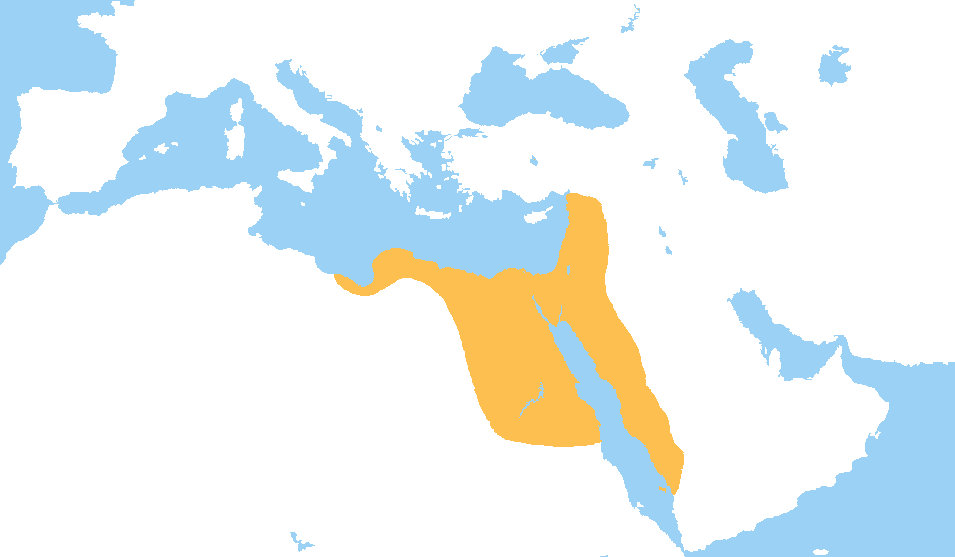
السلطنة المملوكية

| #  | الخليفة                     | فترة الخلافة       |
| -- | --------------------------- | ------------------ |
| 57 | أحمد المستنصر بالله         | من 1261م إلى 1262م |
| 58 | الحاكم بأمر الله الأول      | من 1262م إلى 1302م |
| 59 | سليمان المستكفي بالله       | من 1302م إلى 1340م |
| 60 | إبراهيم الواثق بالله        | من 1340م إلى 1341م |
| 61 | الحاكم بأمر الله الثاني     | من 1341م إلى 1352م |
| 62 | المعتضد بالله الثاني        | من 1352م إلى 1362م |
| 63 | المتوكل على الله الأول      | من 1362م إلى 1377م |
| 64 | زكريا المستعصم بالله        | من 1377م إلى 1377م |
| -  | المتوكل على الله الأول      | من 1377م إلى 1383م |
| 65 | عمر الواثق بالله            | من 1383م إلى 1386م |
| -  | زكريا المستعصم بالله        | من 1386م إلى 1389م |
| -  | المتوكل على الله الأول      | من 1389م إلى 1406م |
| 66 | العباس المستعين بالله       | من 1406م إلى 1414م |
| 67 | داود المعتضد بالله          | من 1414م إلى 1441م |
| 68 | المستكفي بالله الثالث       | من 1441م إلى 1451م |
| 69 | حمزة القائم بأمر الله       | من 1451م إلى 1455م |
| 70 | المستنجد بالله الثاني       | من 1455م إلى 1479م |
| 71 | عبد العزيز المتوكل على الله | من 1479م إلى 1497م |
| 72 | يعقوب المستمسك بالله        | من 1497م إلى 1508م |
| 73 | المتوكل على الله الثالث     | من 1508م إلى 1516م |
| 74 | يعقوب المستمسك بالله        | من 1516م إلى 1517م |
| 75 | المتوكل على الله الثالث     | من 1517م إلى 1517م |

## الخلفاء العثمانيون (1299-1922)

راية السلطان العثماني

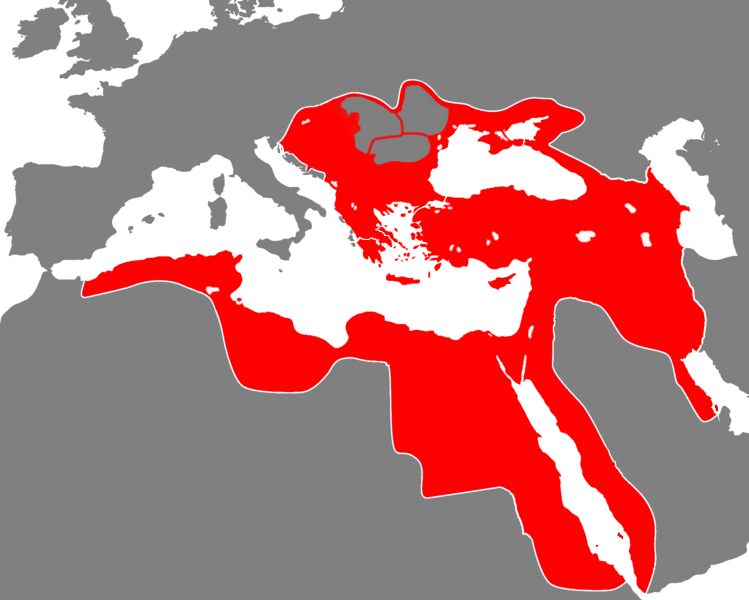
الدولة العثمانية في أقصى اتساع لها قرابة سنة 1680.

بدأت الخلافة العثمانية عند تنازل آخر الخلفاء العباسيين، محمد الثالث المتوكل على الله، عن الخلافة لسلطان آل عثمان سليم الأول، فأصبح كل سلطان منذ ذلك التاريخ خليفة للمسلمين، ويحمل لقب «أمير المؤمنين» وخادم الحرمين الشريفين «خليفة رسول رب العالمين».
وآخر خليفة هو عبد المجيد الثاني الذي سقطت في عهده الخلافة العثمانية.
يجدر الذكر إلى أن أخر خليفة فعلي هو عبد الحميد الثاني (عزل سنة 1909) والخلفاء الذين بعده عينوا تعيينا من القوات الخارجية الأوروبية ولكنهم من نفس العائلة.
| #   | الخليفة           | فترة الخلافة                                                                               |
| --- | ----------------- | ------------------------------------------------------------------------------------------ |
| 76  | سليم الأول        | من 8 صَفَر 918هـ/ 25 أبريل 1512م إلى 8 شوَّال 926هـ/ 21 سبتمبر 1520م                           |
| 77  | سليمان الأول      | من 17 شوَّال 926هـ/ 30 سبتمبر 1520م إلى 20 أو 21 صَفَر 974هـ/6 أو 7 سبتمبر 1566م               |
| 78  | سليم الثاني       | من 14 ربيع الأوَّل 974هـ/ 29 سبتمبر 1566م إلى 7 رمضان 982هـ/ 21 ديسمبر 1574م                 |
| 79  | مراد الثالث       | من 8 رمضان 982هـ/ 22 ديسمبر 1574م إلى 5 جمادى الأولى 1003هـ/ 16 يناير 1595م                |
| 80  | محمد الثالث       | من 16 جمادى الأولى 1003هـ/ 27 يناير 1595م إلى 16 أو 17 رجب 1012هـ/ 20 أو 21 ديسمبر 1603م   |
| 81  | أحمد الأول        | من 17 رجب 1012هـ/ 21 ديسمبر 1603م إلى 23 ذي القعدة 1026هـ/ 22 نوڤمبر 1617م                 |
| 82  | مصطفى الأول       | من 23 ذي القعدة 1026هـ/ 22 نوڤمبر 1617م إلى 1 ربيع الأوَّل 1027هـ/ 26 فبراير 1618م           |
| 83  | عثمان الثاني      | من 21 ربيع الأوَّل 1027هـ/ 26 فبراير 1618م إلى 8 رجب 1031هـ/ 19 مايو 1622م                   |
| 84  | مصطفى الأول       | من 9 رجب 1031هـ/ 20 مايو 1622م إلى 15 ذي القعدة 1032هـ/10 سبتمبر 1623م                     |
| 85  | مراد الرابع       | من 15 ذي القعدة 1032هـ/ 10 سبتمبر 1623م إلى 15 أو 16 شوَّال 1049هـ/ 8 أو 9 فبراير 1640م      |
| 86  | إبراهيم الأول     | من 16 شوَّال 1049هـ/ 9 فبراير 1640م إلى 18 رجب 1058هـ/ 8 أغسطس 1648م                         |
| 87  | محمد الرابع       | من 18 رجب 1058هـ/ 8 أغسطس 1648م إلى 2 مُحرَّم 1099هـ/ 8 نوڤمبر 1687م                          |
| 88  | سليمان الثاني     | من 2 مُحرَّم 1099هـ/ 8 نوڤمبر 1687م إلى 25 رمضان 1102هـ/ 22 يونيو 1691م                       |
| 89  | أحمد الثاني       | من 25 رمضان 1102هـ/ 22 يونيو 1691م إلى 21 جمادى الآخرة 1106هـ/ 6 فبراير 1695م              |
| 90  | مصطفى الثاني      | من 21 جمادى الآخرة 1106هـ/ 6 فبراير 1695م إلى \|9 ربيع الآخر 1115هـ/ 22 أغسطس 1703م        |
| 91  | أحمد الثالث       | من 9 ربيع الآخر 1115هـ/ 22 أغسطس 1703م إلى 18 أو 19 ربيع الأوَّل 1143هـ/ 1 أو 2 أكتوبر 1730م |
| 92  | محمود الأول       | من 19 ربيع الأوَّل 1143هـ/ 2 أكتوبر 1730م إلى 27 صَفَر 1168هـ/ 13 ديسمبر 1754م                 |
| 93  | عثمان الثالث      | من 27 صَفَر 1168هـ/ 13 ديسمبر 1754م إلى 15 أو 16 صَفَر 1171هـ/ 29 أو 30 أكتوبر 1757م           |
| 94  | مصطفى الثالث      | من 16 صَفَر 1171هـ/ 30 أكتوبر 1757م إلى 8 ذي القعدة 1187هـ/ 21 يناير 1774م                   |
| 95  | عبد الحميد الأول  | من 8 ذي القعدة 1187هـ/ 21 يناير 1774م إلى 10 رجب 1203هـ/ 6 أو 7 أبريل 1789م                |
| 96  | سليم الثالث       | من 11 رجب 1203هـ/ 7 أبريل 1789م إلى 21 ربيع الأوَّل 1222هـ/ 29 مايو 1807م                    |
| 97  | مصطفى الرابع      | من 21 ربيع الأوَّل 1222هـ/ 29 مايو 1807م إلى 4 جمادى الآخرة 1223هـ/ 28 يوليو 1808م           |
| 98  | محمود الثاني      | من 4 جمادى الآخرة 1223هـ/ 28 يوليو 1808م إلى 18 ربيع الآخر 1255هـ/ 1 يوليو 1839م           |
| 99  | عبد المجيد الأول  | من 18 ربيع الآخر 1255هـ/ 1 يوليو 1839م إلى 16 ذو الحجَّة 1277هـ/ 25 يونيو 1861م              |
| 100 | عبد العزيز الأول  | من 16 ذو الحجَّة 1277هـ/ 25 يونيو 1861م إلى 6 جمادى الأولى 1293هـ/ 30 مايو 1876م             |
| 101 | مراد الخامس       | من 6 جمادى الأولى 1293هـ/ 30 مايو 1876م إلى 10 شعبان 1293هـ/ 31 أغسطس 1876م                |
| 102 | عبد الحميد الثاني | من 10 شعبان 1293هـ/ 31 أغسطس 1876م إلى 6 ربيع الآخر 1327هـ/ 27 أبريل 1909م                 |
| 103 | محمد الخامس       | من 6 ربيع الآخر 1327هـ/ 27 أبريل 1909م إلى 24 رمضان 1336هـ/ 3 يوليو 1918م                  |
| 104 | محمد السادس       | من 25 رمضان 1336هـ/ 4 يوليو 1918م إلى 11 ربيع الأوَّل 1341هـ/ 1 نوڤمبر 1922م                 |
| 105 | عبد المجيد الثاني | من 28 ربيع الأوَّل 1341هـ/ 18 نوڤمبر 1922م إلى 26 رجب 1342هـ/3 مارس 1924م                    |

## الخلافات المنافسة

### الخلفاء الأمويون في الأندلس (929 - 1031)

علم الدولة الأموية في الأندلس

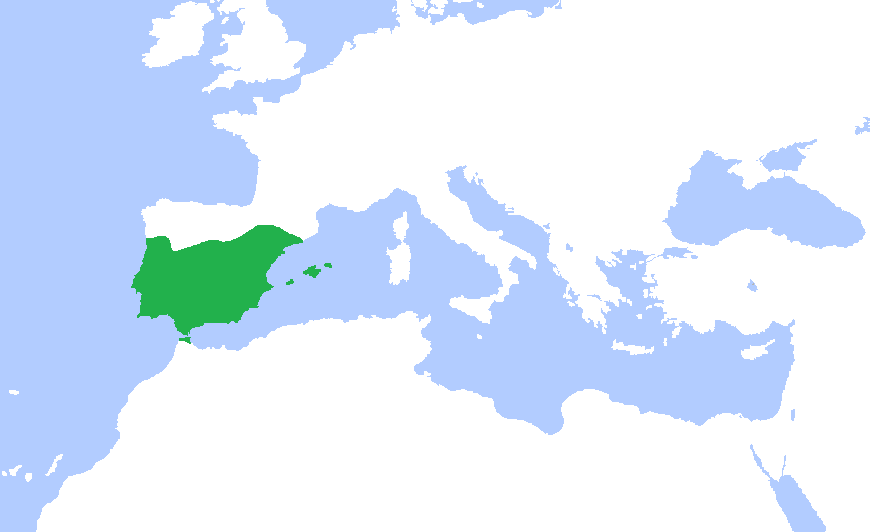
أقصى اتساع وصلت له الدولة الأموية في الأندلس عام 1000م.

| # | الخليفة                                  | فترة الخلافة     |
| - | ---------------------------------------- | ---------------- |
| 1 | عبد الرحمن الناصر لدين الله، بصفته خليفة | من 929 إلى 961   |
| 2 | الحكم المستنصر بالله                     | من 961 إلى 976   |
| 3 | هشام المؤيد بالله                        | من 976 إلى 1008  |
| 4 | محمد المهدي بالله                        | من 1008 إلى 1009 |
| 5 | سليمان المستعين بالله                    | من 1009 إلى 1010 |
| - | هشام المؤيد بالله، أُعيد تنصيبه           | من 1010 إلى 1012 |
| - | سليمان المستعين بالله، أُعيد تنصيبه       | من 1012 إلى 1017 |
| 6 | عبد الرحمن المرتضي بالله                 | من 1021 إلى 1022 |
| 7 | عبد الرحمن المستظهر بالله                | من 1022 إلى 1023 |
| 8 | محمد المستكفي بالله                      | من 1023 إلى 1024 |
| 9 | هشام المعتد بالله                        | من 1027 إلى 1031 |

### الخلفاء الفاطميون (909 - 1171)

علم الفاطميين (الأخضر)

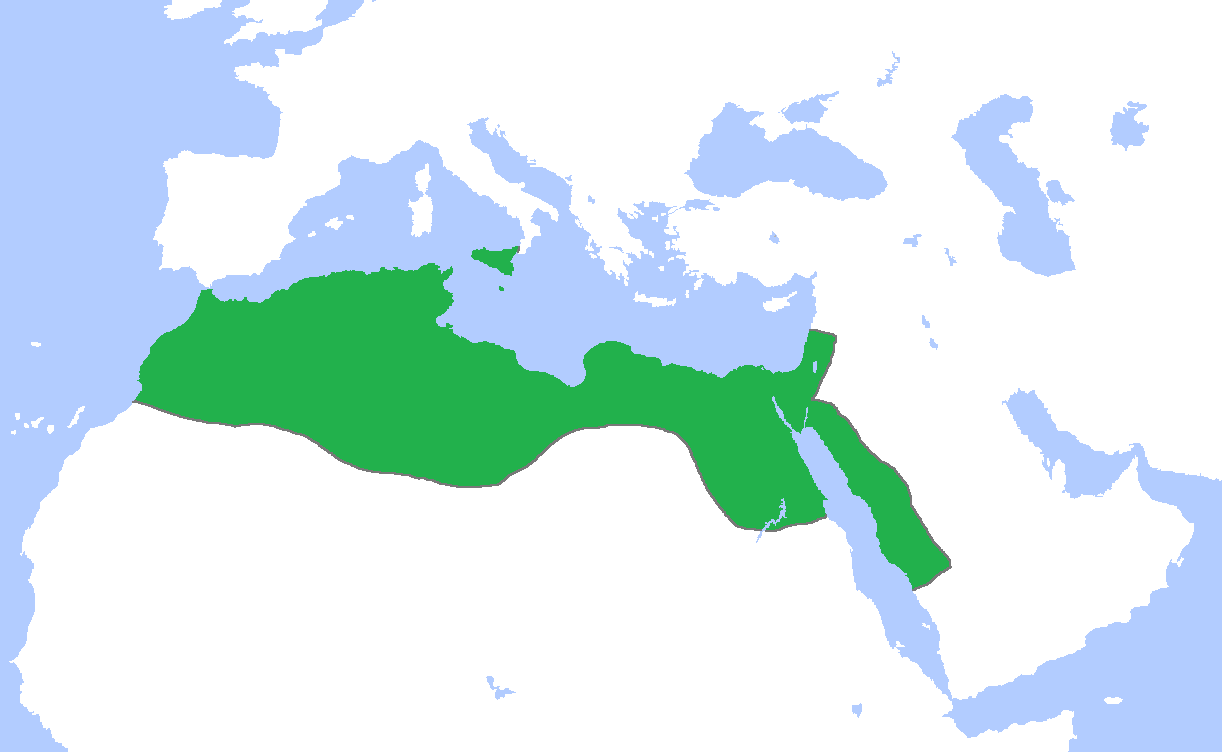
أقصى اتساع للدولة الفاطميَّة سنة 969م.

| #  | الخليفة                | فترة الخلافة     |
| -- | ---------------------- | ---------------- |
| 1  | عبيد الله المهدي       | من 909 إلى 934.  |
| 2  | القائم بأمر الله       | من 934 إلى 946   |
| 3  | المنصور بنصر الله      | من 946 إلى 953   |
| 4  | المعز لدين الله        | من 953 إلى 975   |
| 5  | العزيز بالله           | من 975 إلى 996   |
| 6  | الحاكم بأمر الله       | من 996 إلى 1021  |
| 7  | الظاهر لإعزاز دين الله | من 1021 إلى 1036 |
| 8  | المستنصر بالله         | من 1036 إلى 1094 |
| 9  | المستعلي بالله         | من 1094 إلى 1101 |
| 10 | الآمر بأحكام الله      | من 1101 إلى 1130 |
| 11 | الحافظ لدين الله       | من 1130 إلى 1149 |
| 12 | الظافر بدين الله       | من 1149 إلى 1154 |
| 13 | الفائز بدين الله       | من 1154 إلى 1160 |
| 14 | العاضد لدين الله       | من 1160 إلى 1171 |

### الخلفاء الموحدون (1133-1269)

علم الموحدون

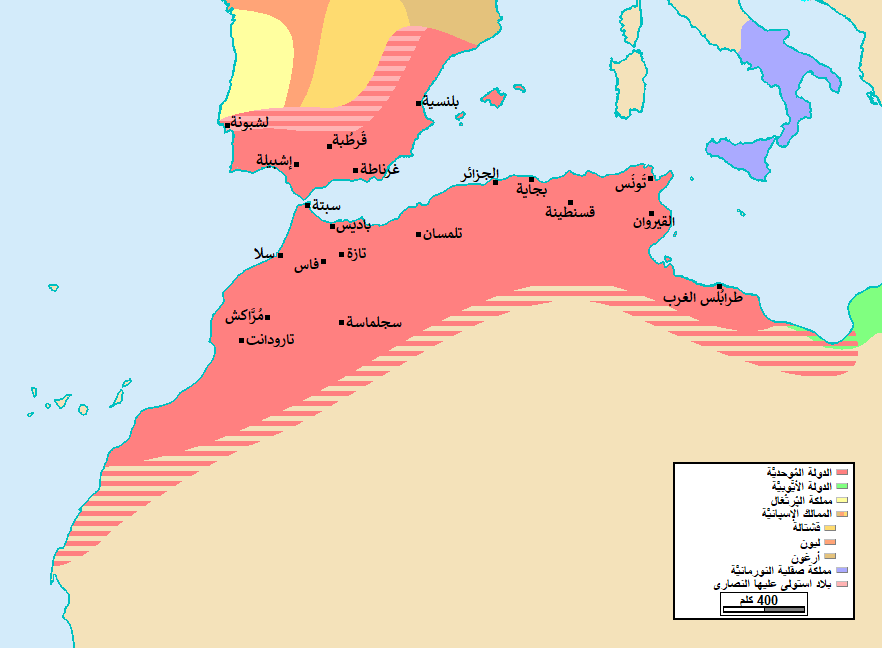
دولة الموحدين في أقصى اتساع لها

| #  | الخليفة                        | فترة الخلافة     |
| -- | ------------------------------ | ---------------- |
| 1  | عبد المؤمن بن علي              | من 1133 إلى 1163 |
| 2  | أبو يعقوب يوسف بن عبد المؤمن   | من 1163 إلى 1184 |
| 3  | أبو يوسف يعقوب بن يوسف المنصور | من 1184 إلى 1199 |
| 4  | محمد الناصر                    | من 1199 إلى 1213 |
| 5  | يوسف المستنصر                  | من 1213 إلى 1224 |
| 6  | عبد الواحد المخلوع             | من 1224 إلى 1224 |
| 7  | عبد الله العادل                | من 1224 إلى 1227 |
| 8  | يحيى المعتصم                   | من 1227 إلى 1230 |
| 9  | إدريس المأمون                  | من 1227 إلى 1232 |
| 10 | عبد الواحد الرشيد              | من 1232 إلى 1242 |
| 11 | علي الكف                       | من 1242 إلى 1248 |
| 12 | أبو حفص عمر المرتضى            | من 1248 إلى 1266 |
| 13 | إدريس الواثق                   | من 1266 إلى 1269 |